# Liste indischer Erfinder und Entdecker
Die Liste indischer Erfinder und Entdecker ist eine Liste von Erfindern und Entdeckern aus Indien in alphabetischer Reihenfolge des Familiennamens.

## A
- Aryabhata: Mathematiker und Astronom

## B

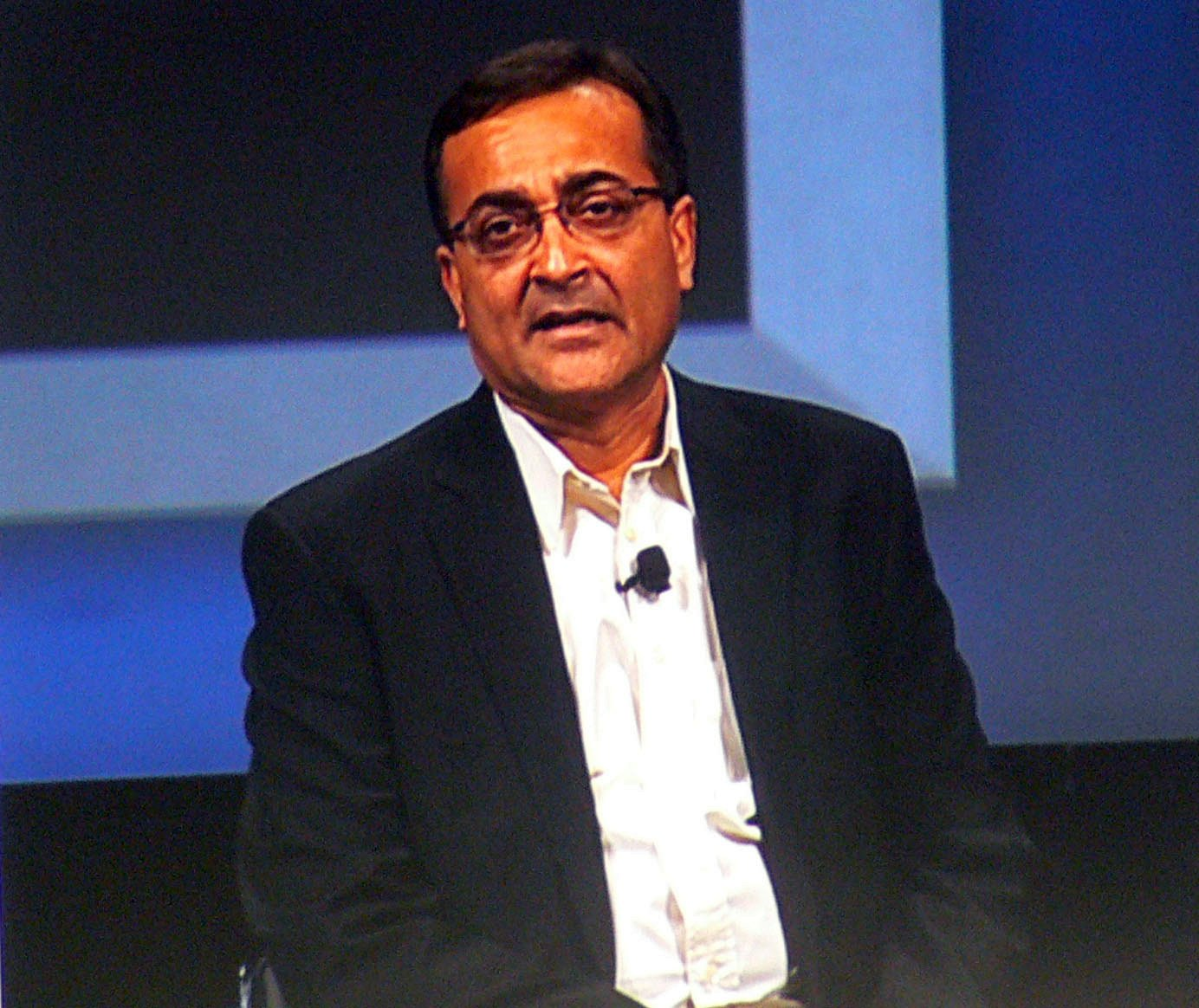
Ajay Bhatt

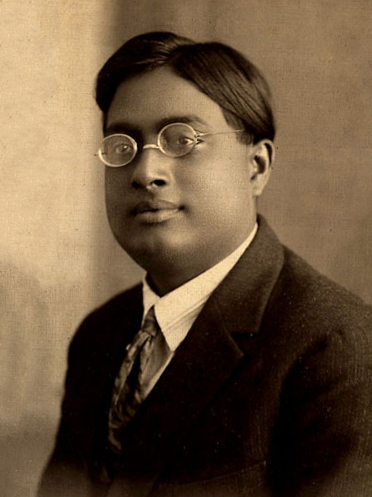
Satyendranath Bose (um 1925)

- Homi Jehangir Bhabha: Physiker; Bhabha-Streuung
- Uddhab Bharali: Ingenieur
- Hridayeshwar Singh Bhati
- Ajay Bhatt: Informatiker; Entwicklung des Universal Serial Bus (USB)
- Jagadish Chandra Bose: Naturwissenschaftler; Crescograph (Apparat zur Aufzeichnung des Wachstums von Pflanzen)
- Satyendranath Bose: Physiker; Bose-Einstein-Statistik (gemeinsam mit Albert Einstein); Bose-Einstein-Kondensat (gemeinsam mit Albert Einstein); das Boson wurde nach ihm benannt.
- Brahmagupta: Astronom und Mathematiker

## C
- Subrahmanyan Chandrasekhar (Indien/Vereinigte Staaten): Astrophysiker; Nobelpreis für Physik „für seine theoretischen Studien der physikalischen Prozesse, die für die Struktur und Entwicklung der Sterne von Bedeutung sind“; Chandrasekhar-Grenze

## D
- Sumit Dagar: Entwickler; Smartphone für Blinde

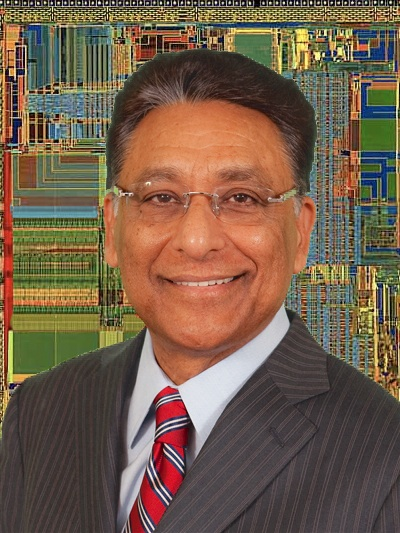
Vinod Dham

- Vinod Dham: Informatiker und Unternehmer; gilt als "Vater" des Pentium-Prozessors

## G
- Keki Hormusji Gharda: Chemiker und Unternehmer
- Ardeshir Godrej: Unternehmer

## K

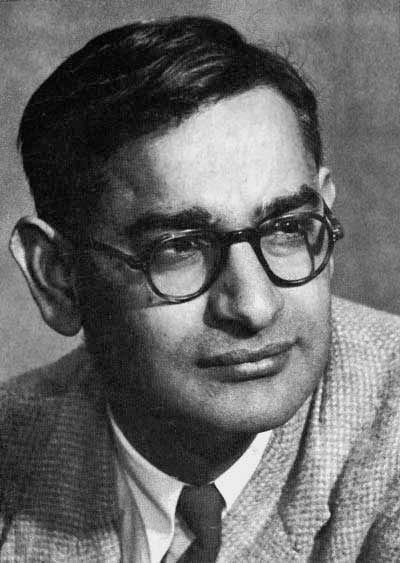
Har Gobind Khorana

- Narinder Singh Kapany: Physiker; gilt als Erfinder des Lichtwellenleiters (umstritten, siehe auch Manfred Börner, der 1966 das erste optoelektronische Lichtwellenleiter-System erfand)
- Har Gobind Khorana (Indien/Vereinigte Staaten): Molekularbiologe; Stopcodons
- Surinder Kumar: Unternehmer

## L
- Vangipuram Lakshmikantham: Mathematiker; leistete eine Fülle von Beiträgen zur nichtlinearen Analysis

## M
- Prasanta Chandra Mahalanobis: Mathematiker; Mahalanobis-Distanz
- Vatsyayana Mallanaga: Autor; Buch Kamasutra

## N
- Gopalswamy Doraiswamy Naidu: Ingenieur

## P
- Anadish Pal: Erfinder und Umweltschützer

## R

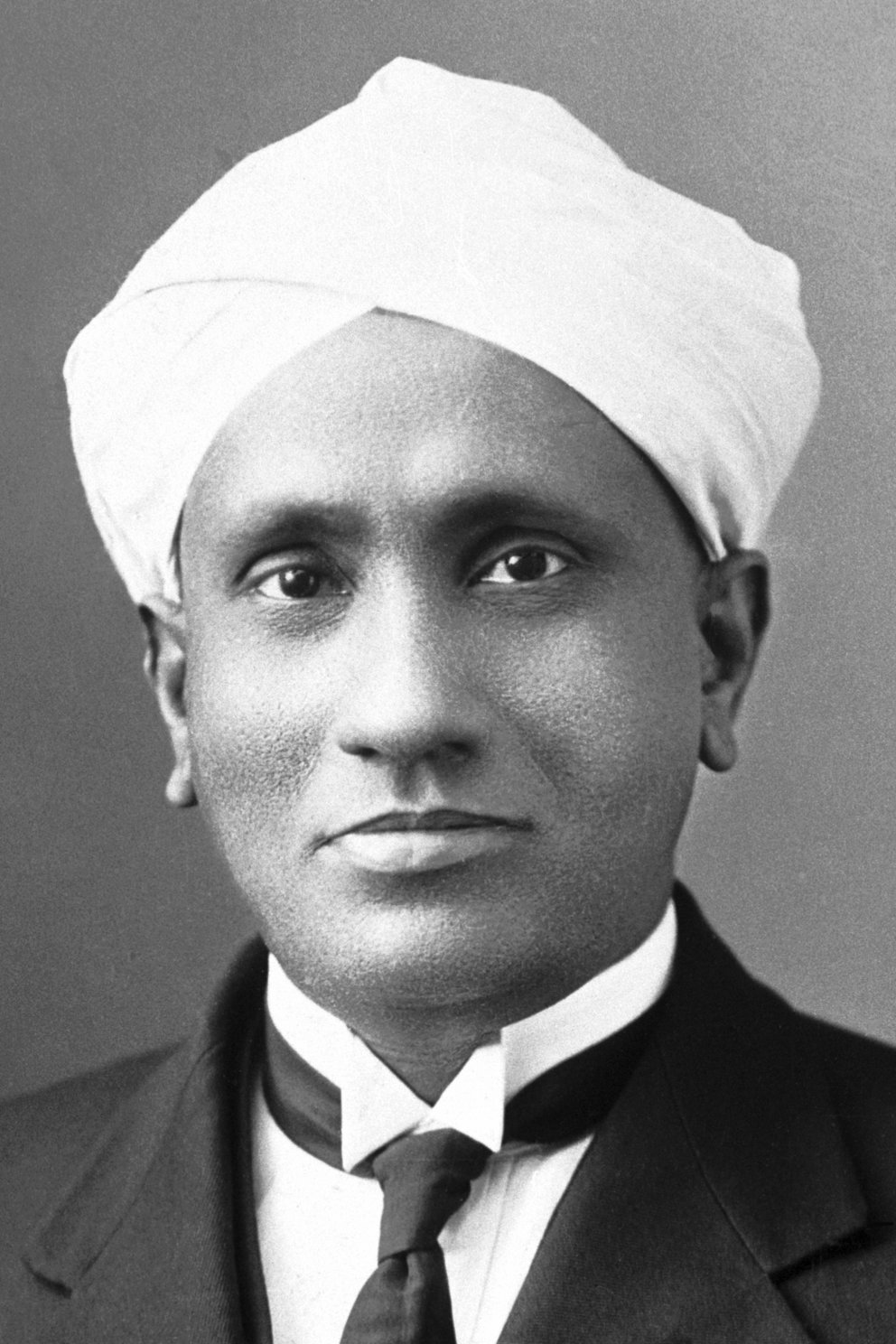
C. V. Raman

- G. N. Ramachandran: Biophysiker; entscheidender Beitrag zum Verständnis von Proteinstrukturen durch das nach ihm benannte Ramachandran-Diagramm
- V. S. Ramachandran: Neurologe; Spiegeltherapie zur Linderung von Phantomschmerzen
- C. V. Raman: Physiker; Raman-Streuung
- S. Ramanujan: Mathematiker
- S. R. Ranganathan: Mathematiker und Bibliothekar; Colon-Klassifikation

## S

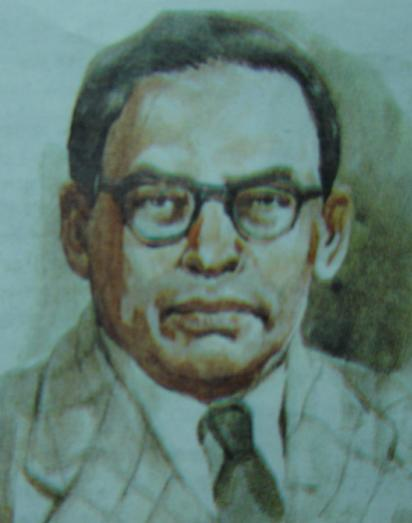
Meghnad Saha

- Meghnad Saha: Physiker; Saha-Gleichung
- Vikram Sarabhai: Physiker; "Vater" der indischen Raumfahrt
- Varahur Srinivasa Satyanarayana: Ingenieur und Linguist

## V
- Varahamihira: Astronom
- Kacee Vasudeva: Unternehmer
- Dilip Venkatachari: Unternehmer
- M. Visvesvaraya: Ingenieur